# Maurycy Holenderski
Maurycy, książę Niderlandów, właśc.: Wilhelm Fryderyk Maurycy Aleksander Henryk Karol (ur. 15 września 1843 w Hadze, zm. 4 czerwca 1850 w Hadze) – książę Niderlandów i Orange-Nassau.
Drugi syn Wilhelma III, króla Holandii, i jego pierwszej żony, królowej Zofii, z domu księżniczki Wirtembergii. Miał dwóch braci i obaj oni byli książętami Oranii, czyli następcami tronu Holandii – Wilhelma i Aleksandra.
Jego przyrodnią siostrą, która urodziła się już po jego śmierci była przyszła królowa Wilhelmina.